# Pacnet
パックネット（Pacnet Limited）はアジア太平洋地域の大手通信事業者、大規模多国籍企業、政府機関向けのマネージドデータ接続ソリューションの提供をリードしている企業。46,000km以上の光ファイバーからなる地域で最長の大容量海底ケーブルシステムを所有し、アジア太平洋地域の14都市にある相互接続データセンターを接続するパックネットは、中国、インド、日本、米国など主要市場の主なビジネスセンターへの接続性を誇っている。マネージドネットワークや付加価値データセンターなどの包括的なサービスセットと合わせて、パックネットの資産と経験は、フォーチュン500社などの世界の大企業に役立っている。
パックネットは、香港とシンガポールに本社を置き、オーストラリア、中国、インド、インドネシア、日本、韓国、マレーシア、オランダ、フィリピン、台湾、タイなどアジア太平洋地域の主要マーケットと北米にオフィスを構えている。

## 歴史

### Asia Netcom
1999年にグローバル・クロッシング、マイクロソフト、ソフトバンクによって設立されたアジア・グローバル・クロッシングは、アジアの主要市場を接続するため20億米ドル（約2,000億円）をかけてケーブルシステム、East Asia Crossing（EAC）を構築した。2001年にニューヨーク証券取引所に上場する前の2000年までアジア・グローバル・クロッシングはナスダックに上場した。
ドットコム・クラッシュに続き、アジア・グローバル・クロッシングは2002年に会社更生法適用を申請、その後、ニューヨーク証券取引所での上場が廃止された。事業の継続に必要な追加資金を調達するために、同社は、中国網通（チャイナネットコム）、ニュー ブリッジ キャピタル、ソフトバンク アジア インフラストラクチャー・ファンド主導のコンソーシアムに1.2億米ドル（約120億円）で資産を売却しアジア・ネットコムを設立した。
2003年後半に、中国網通（チャイナネットコム）はアジア・ネットコムの持分100%を取得、完全子会社とし（中国網通の一部として）2004年にニューヨーク証券取引所および香港証券取引所に株式上場した。
2006年に、中国網通（チャイナネットコム）は4 億 200 万米ドル（約420億円）でアジア・ネットコムを株式会社コネクトホールディングス(現・ジー・スリーホールディングス)、アシュモア投資管理有限公司、スピネーカー キャピタル株式会社、クリアウォーター・キャピタル・パートナーズに売却した。
2007年には、アジア・ネットコムのEACは株式会社コネクト ホールディングスが所有する海底ケーブルネットワークC2C と統合し、EAC- C2C という36800 kmの海底ケーブルネットワークを形成した。

### Pacific Internet
1989年、シンガポール国立大学は学術利用コンピュータネットワークを研究・開発するためTechNetを設立した。シンガポールの国家科学技術委員会（NSTB）の資金によってシンガポールの最初のインターネットサービスプロバイダ(ISP)となった。
1995年に、TechNetは、シンガポールのコングロマリットSembawangグループのSembMediaによって買収され、パシフィック・インターネット・コーポレーション・プライベート・リミテッドと改名された。同年の9月、パシフィック・インターネットはシンガポールで商用サービスを開始した。
1996年に、パシフィック・インターネットは買収を通じて香港に進出し、1999年にはISPでの出資比率を100%に増やした。1997年、同社は現地パートナーを通じてフィリピンのオペレーションを開始し、翌年パシフィック・インターネットが買収した。
1999年2月5日に、パシフィック・インターネットは、一株当たり17米ドル（約1,700円）の価格でNASDAQに株式の新規公募を開始した。同年、同社は2社のISPを買収し、オーストラリアでもオペレーションを開始、さらにパシフィック・インターネットのジョイントベンチャー、パシフィック・インターネットインドを立ち上げた。
2000年、パシフィック・インターネットは、オーストラリアのISPを更に買収し、オーストラリアの主要6都市にて事業を拡大に続き、別の買収を行いタイでの事業展開もスタートした。2年後、パシフィック・インターネットは、マレーシアでのオペレーションも開始した。
2007年に、パシフィック・インターネットは株式会社コネクトホールディングスに買収された後、NASDAQから上場廃止された。

### 2008: オペレーションの合併及びリブランディング
2008年1月8日に、アジア・ネットコムとパシフィック・インターネットは、新しい企業名「パックネット」として合併し ]、新しいロゴを採用した。また、同年のパシフィック・インターネット の残りの株式の買収を完了した。

## 海底ケーブルネットワーク

### EAC-C2C
パックネットのアジア太平洋地域のEAC-C2Cネットワークは、2007年にEAC（East Asia Crossing）とC2Cシステムの統合により形成された36,800kmの光ファイバー海底ケーブルネットワークで日本、韓国、香港、台湾、フィリピン、シンガポール、中国を含めた地域全体を接続している。これらの国々に毎秒17.92テラビットから30.72テラビットまで提供可能である。EAC-C2Cネットワークは、アジア全体で18のケーブル陸揚げ局に接続されている。

### EAC Pacific
EAC PacificはBharti Airtel、Global Transit、Google、KDDI、SingTelなど5社と3億米ドル（約300億円）で建設されたUnity Cable Systemの5ファイバペアの内の2ファイバペアで構成されている、太平洋全体で毎秒1.92テラビットまで提供可能である。EAC Pacificは千倉でEAC-C2Cのケーブルシステムに接続されている。Unity Cable Systemは日本電気株式会社(NEC Corporation)とTyco Telecommunicationsによって構築された。構築は2008年2月に始まり、2010年4月1日からケーブル・システムのサービスが開始された。

## データセンター
アジア太平洋地域で18のデータセンターを運用している。
2010年には、パックネットはケーブル陸揚げ局内でティアレベルの高いデータセンター構築を開始した。同年11月2日に香港の海底ケーブル・インフラと接続されている初のデータセンターを立ち上げた。一ヵ月後シンガポールのケーブル陸揚げ局内の海底ケーブル・インフラと接続されている2番目のデータセンターを立ち上げた。
2011年2月には、シドニーデータセンターを発表した。リバプールストリート133という[シドニー]のビジネスの中心地域に位置するTier III のファシリティは、既存のビルの3フロアを使用し、5920平方フィート（550平方メートル）のスパースを所有している。このデータセンターは、FDC Construction & Fitout Pty社が半年間かけて建設した。そして建設界で有名なMasters Builders Associationから2011年の建築賞を受賞した。
2012年3月、パックネットは香港のTseung Kwan O工業団地に、4番目の先進データ・センターを開設した。
2012 年 12 月、パックネットは天津武清政府と中国天津市の天津武清ビジネス地区にデータ センターの共同開発契約を締結した。構築には 450 百万人民元 (72百万米ドル＝約72億円) のコストがかかると推定される。これはパックネットの5番目のデータセンターであり、大規模なデータセンターの1つである。工事は 2013 年初頭に開始され、2014年中旬にはデータ センターが運用されると期待されている。
2014年1月、シンガポールでUptime InstituteからTier IIIの認証を取得した初のデータセンターであるCloudSpace II （ SGCS2 ）を正式オープンした。

## 他のファシリティ

### ネットワークオペレーションセンター
パックネットは、シンガポールとシドニーで二つのNOCsを運営している。これら 2 つの NOCは24 時間 365 日体制で運用しており、1つNOC システムでのネットワーク監視が不能になった場合、他のNOCがバックアップとして動作する機能を備えている。